# Victor Prouvé

Victor Prouvé

Victor Prouvé (n. 13 august 1858, Nancy, Franța – d. 15 februarie 1943, Sétif, Franța) a fost un renumit pictor, gravor, sculptor și decorator francez. Aparține curentului Art Nouveau.
Fiul unei familii de meșteșugari. Tatăl său era ceramist și bijutier iar mama croitoreasă. 
A lucrat cu Emile Friant o serie de panouri decorative și a creat design-ul pentru numeroase obiecte de sticlărie și mobilă marca Daum și Emile Gallé. 
A fost numit cel de-al doilea președinte al Școlii din Nancy după decesul lui Emile Gallé (1904). 
Între 1919 - 1940, Victor Prouvé a condus Colegiul de Artă din Nancy.
Lucrările sale sînt deosebit de rare în România, cîteva numărîndu-se în colecția Vladimir Anton.

La joie de vivre lucrare de Victor Prouvé

## Familia
S-a căsătorit cu Marie Amélie Charlotte Duhamel la 5 ianuarie 1898.
A avut 7 copii:
- Hélène născută în 1899.
- Jean Prouvé (8 avril 1901 la Paris - 23 mars 1984 la Nancy), architect.
- Victor Ernest Marcel născut în  1902 la Sézanne, Marne.
- Marianne născută în 1905.
- Thérèse Marie născută în 1910.
- Henri Georges René André născut în 1915.
- Pierre Louis născut în 1918 la Carnac, Morbihan.

## Studii
- Școala de desen din Nancy
- Colegiul Național Francez de Artă și Arhitectură (la clasa pictorului Cabanel).

## Expoziție personală
- Salon de Paris (1882) unde expune celebra lucrare „Madame Gallé et ses filles”

## Expoziții
- Victor Prouvé : voyages en Tunisie ; 1888-1890 : dessins, aquarelles, huiles(12 - 27 mai 1999 la La Douëra, Malzéville)
- Victor Prouvé au Musée de l'École de Nancy, (16 mai - 21 septembrie 2008 la Musée de l'École de Nancy)

## Călătorii de studiu
- Tunisia (Gers)
- Marea Britanie
- Țara Bascilor

## Lucrări
- "Mari Picturi Decorative" pentru hotelul din Nancy, 1892; pentru hotelul din Issy-les-Moulineaux, 1898; pentru arondismentul XI din Paris, 1899-1907.
- La Soif, vas de bronz, expus la Salon des Beaux-Arts în 1893, oferit apoi cadou amiralului Avelan, comandantul escadrilei rusești.
- La Nuit, cupă de bronz, expusă la Salonul național de Arte Frumoase din 1895 (actualul Muzeu de Arte Frumoase din Nancy).
- La Joie de vivre, lucrare de 2,60 x 5 m., 1904 (Muzeu de Arte Frumoase din Nancy).